# Ferdinand Eckstein
Ferdinand Eckstein (1790 i København - 1861), Baron d'Eckstein, var en filosof og dramatiker.

## Biografi
Han blev født i København som søn af en tysk jøde, der havde konverteret til den luthersk-evangeliske tro. Eckstein konverterede til katolisisme i Rom i 1807 under indflydelse af Friedrich Schlegel og bosatte sig i Frankrig efter Napoleons nederlag. Han arbejdede fra 1815 til 1830 som politiinspektør og var forkæmper for religiøs og borgerlig frihed.
Eckstein var en orientalist, der troede, at studiet af østlige tekster og sprog var samtidens vigtigste intellektuelle område. Han havde tilnavnet "Baron Sanskrit", og troede, at Guds åbenbaring i dens reneste form kunne findes i det gamle Indiens tekster.
Eckstein arbejdede sammen med Charles Nodier, Victor Hugo, Jean-Pierre Abel de Rémusat, François-René de Chateaubriand, Alexandre Guiraud og Delphine Gay i forskellige litterære foretagender og grundlagde sin egen avis, Le Catholique (1826-9), hvor han støttede grundingen af metafysik i historien understøttet af lingvistik, filologi og mythographi.

## Værker
- Der Kampf um Pisa. Ein Trauerspiel . Heidelberg: Mohr & Zimmer, 1813.
- Le Catholique. Ouvrage Périodique, dans Lequel om Traite de l'Universalité des Connaissances Humaines sous le Point de Vue de l'Unité de Doctrine , 16 bind, 1826–1829.
- Søgninger Historiques sur l'Humanité Primitive. Théogonies et Religions des Anciens Âges . Paris: Martinet, 1848.
- Historiskeich over Askesis der Alten Heidnischen og der alten Jüdischen Welt som Einleitung ener Geschichte der Askesis des Christlichen Mönchthums vom Baron von Eckstein. Mit einem Vorworte von Joh. Jos. Ign. von Döllinger. Freiburg im Breisgau: Herder, 1862.

## Eksterne links
- Works by or about Ferdinand Eckstein
- Værker af Ferdinand Eckstein hos Hathi Trust